# Свјетски дан превенције самоубиства
Свјетски дан превенције самоубиства је дан подизања свијести који се обиљежава 10. септембра сваке године, са различитим активностима широм света. Овај дан се обиљежава од 2003. године. Међународно удружење за превенцију самоубиства сарађује са Свјетском здравственом организацијом и Свјетском федерацијом за ментално здравље како би обиљежили Свјетски дан превенције самоубиства. Процјењује се да је 2011. године 40 земаља организовало догађаје за подизање свијести како би обиљежило ту прилику. Према Атласу менталног здравља Свјетске здравствене организације, објављеном 2014. године, ниједна земља са ниским приходима није пријавила да има националну стратегију за спречавање самоубиства, док је мање од 100% земаља са нижим и средњим приходима и скоро трећина земаља са вишим средњим и високим приходима имало.
На првом догађају 2003. године поменута је глобална иницијатива Свјетске здравствене организације за превенцију самоубистава из 1999. године у вези са главном стратегијом за њено спровођење, која захтијева:
1. Организовање глобалних, регионалних и националних мултисекторских активности ради повећања свијести о самоубилачком понашању и начинима на који их ефикасно спријечити.
2. Јачање способности земаља за развој и евалуацију националних политика и планова за превенцију самоубистава.

Од недавних објава Свјетске здравствене организације, изазови које представља друштвена стигма, табу за отворену дискусију о самоубиству и ниска доступност података, и даље су препреке које доводе до лошег квалитета података о самоубиствима и покушајима самоубиства: „с обзиром на осјетљивост самоубиства - и незаконитост самоубилачког понашања у неким земљама - вјероватно је недовољно пријављивање и погрешна класификација већи проблем за самоубиство него за већину других узрока смрти.”

## Подаци о самоубиству по земљама
| Држава       | Грубо                                                                    | Прилагођеноузрасту | Однос мушкараца и жена |
| ------------ | ------------------------------------------------------------------------ | ------------------ | ---------------------- |
| Шри Ланка    | 35,3                                                                     | 34,6               | 4,4 : 1                |
| Литванија    | 32,7                                                                     | 26,1               | 5,8 : 1                |
| Јужна Кореја | 32,0                                                                     | 24,1               | 2,7 : 1                |
| Гвајана      | 29,0                                                                     | 30,6               | 3,0 : 1                |
| Монголија    | 28,3                                                                     | 28,1               | 5,2 : 1                |
| Казахстан    | 27,5                                                                     | 27,5               | 5,0 : 1                |
| Суринам      | 26,6                                                                     | 26,9               | 3,3 : 1                |
| Бјелорусија  | 22,8                                                                     | 19,1               | 6,5 : 1                |
| Пољска       | 22,3                                                                     | 18,5               | 6,7 : 1                |
| Летонија     | 21,7                                                                     | 17,4               | 6,6 : 1                |
| Мађарска     | 21,6                                                                     | 15,7               | 3,7 : 1                |
| Словенија    | 21,4                                                                     | 15,0               | 4,1 : 1                |
| Ангола       | Per recent revision (April 2018), this given value is considerably high, | 25,9               | 2,7 : 1                |
| Белгија      | 20,5                                                                     | 16,1               | 2,6 : 1                |
| Русија       | Per recent revision (April 2018), this given value is considerably low,  | 17,9               | 5,7 : 1                |
| Украјина     | 20,1                                                                     | 16,6               | 4,6 : 1                |
| Свијет       | 10,7                                                                     | 10,7               | 1,7 : 1                |